# 未来 (ノーナ・リーヴスのアルバム)
『未来』（みらい）は、NONA REEVESの通算16枚目となるスタジオ・アルバムである。

## 概要
前作『MISSION』から約1年5か月振りのオリジナル・アルバムとして、2019年3月13日にワーナーミュージック・ジャパンから発売された。

## 収録曲
1. 未来
作詞・作曲：西寺郷太
  - 配信限定シングルとして2019年1月11日に先行配信。
2. ガリレオ・ガール
作詞：西寺郷太、作曲：奥田健介・西寺郷太
3. 今夜はローリング・ストーン feat. RHYMESTER
作詞：Mummy-D・宇多丸・西寺郷太、作曲：NONA REEVES
  - 配信限定シングルとして2019年2月22日に先行配信。
4. Physical
作詞・作曲：西寺郷太
5. Sad Day
作詞・作曲：西寺郷太
6. プレジデント・トゥナイト
作詞：西寺郷太、作曲：奥田健介
7. Go Home
作詞・作曲：スティーヴィー・ワンダー
  - スティーヴィー・ワンダーのカバー。
8. Sorry JoJo
作詞・作曲：西寺郷太
9. Aretha
作詞：小林真治・西寺郷太、作曲：西寺郷太
10. Disco Masquerade
作詞：西寺郷太、作曲：奥田健介
11. 遠い昔のラヴ・アフェア
作詞・作曲：西寺郷太